# Kingolus tyrrhenus
Kingolus tyrrhenus is een keversoort uit de familie beekkevers (Elmidae). De wetenschappelijke naam van de soort werd in 1929 gepubliceerd door Carter & Zeck.